# Усамбара
4°45′ пд. ш. 38°30′ сх. д. / 4.750° пд. ш. 38.500° сх. д.
Уса́мба́ра (суах. Usambara, Milima ya Usambara, англ. Usambara Mountains) — гори на північному сході Танзанії; частина Східно-Африканського рифта.
Розташовані у прикордонні з Кенією, між Кіліманджаро та Індійським океаном, на південний схід від гір Паре; поділяються на Східну і Західну Усамбару.
Геологічний вік гір оцінюється щонайменше в 100 мільйонів років. Гори характеризуються крутими скелями й пагорбами, відомі високим рівнем ендемізму флори та фауни. Три гірських хребта — Удзунгва, Східна Усамбара та Улугуру мають найбільше значення для збереження багатого біологічного різноманіття Рифту.
Адміністративно гори Усамбара розташовані в танзанійському регіоні Танга. На схилах проживають і здійснюють господарську діяльність люди народу шамбала (самбаа, усамбані), а також представники деяких менших етнічних груп (бондеї). 

## Географія

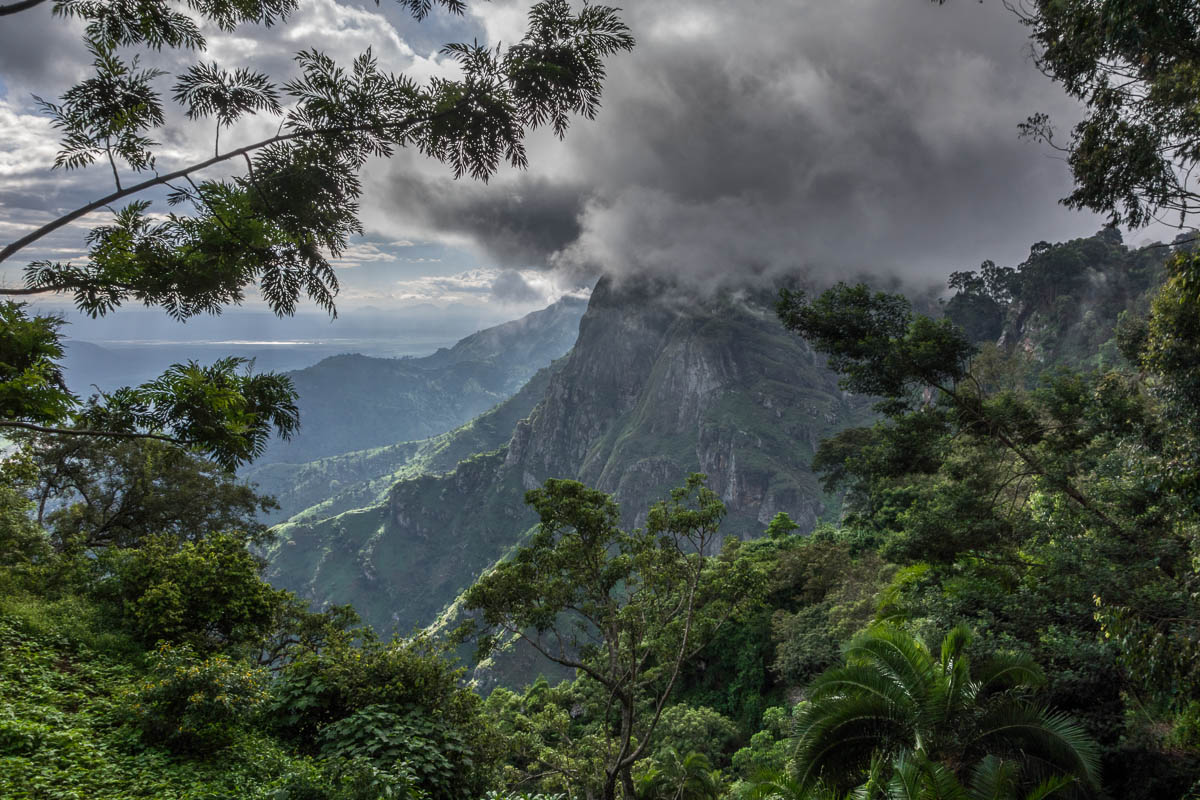
Західна Усамбара, біля Лушото (2013)

Глибока річкова долина Луенґера ділить гірську систему на Східну і Західну Усамбару. Східне плато є нижчим і вологішим, відчувається близькість Індійського океану. Найвища точка Східної Усамбари становить 1 506 метрів над рівнем моря. Західна  частина гір Усамбра — значно ширша й вища. Тут здіймаються декілька вершин на понад 2 000 метрів; найвищий пік сягає 2 440 метрів над рівнем моря. 
Загальна площа гірського масиву — 3 500 км², з яких приблизно тисяча км² припадає на Східну Усамбару. Довжина хребта становить близько 100 км, ширина — 20—40 км. 
Скельні породи представлені переважно гнейсом, мармуром і анортозитом.

## Клімат
Для клімату Усамбари характерними є 2 дощові і 2 сухі сезони. Перший період дощів триває з квітня по травень, другий — з жовтня по грудень. Сухі сезони, відповідно, з грудня по березень та з червня по жовтень. 
У цілому клімат Східної Усамбари досить сильно контрастує з кліматом решти території Танзанії. Оскільки гірський хребет є невисоким і розташований поруч з океаном, він отримує більше опадів, пересічна кількість яких сягає 2000 мм на рік, а у пікові роки — узагалі понад 3000 мм. Зливи сприяють росту й підтриманню тривалої життєдіяльності вологих тропічних лісів. Втім, з 1930-х років відбулись зміни клімату Східної Усамбари, що спричинили скорочення дощових сезонів і більшу хмарність.
Середньорічна температура в горах — 20 °С, денна температура в залежності від сезону коливається від 16 ° С до 30 °С, нічна — від 11 °С до 16 °С.
Річні зміни клімату в значній мірі визначаються мусонами Індійського океану. Жарка пора року припадає на період між груднем і березнем, коли вітри касказі (kaskazi) дмуть з північного боку. Південні вітри переважають з травня по жовтень.

## Флора

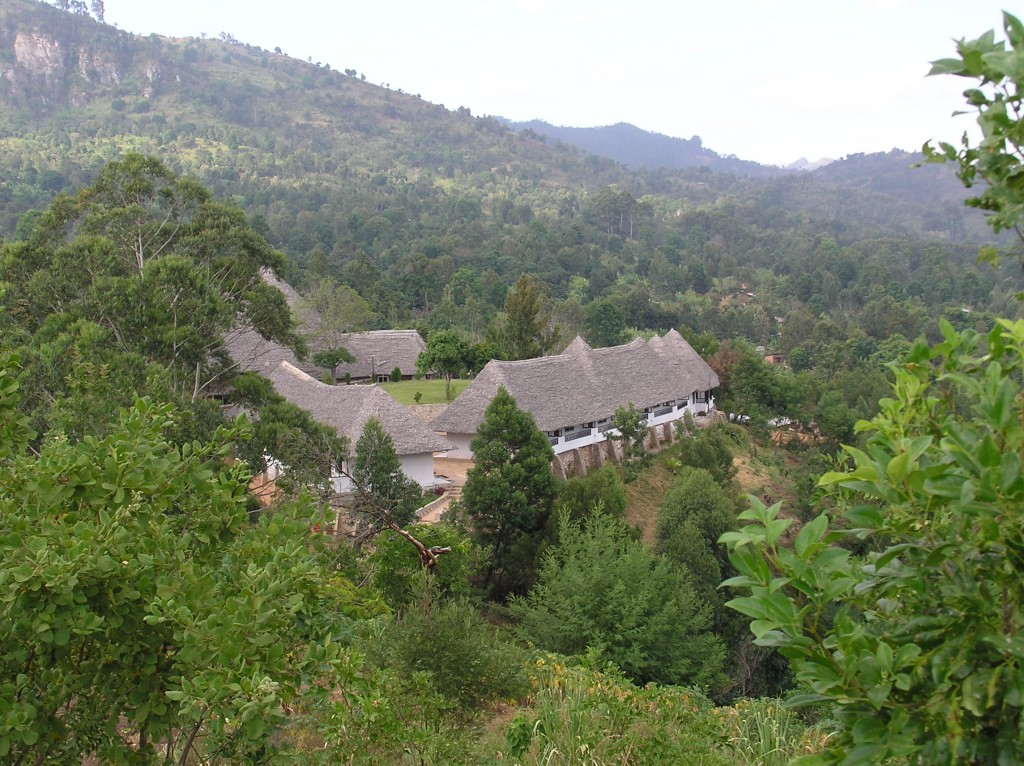
Державний готель у горах Усамбара

Гори Усамбара — це територія незайманих тропічних лісів, що саме по собі є достатньою рідкістю для Східної Африки. Відтак, у Східній Усамбарі фіксується один з найвищих рівнів біорізноманіття на континенті. Кількість опадів і висота є головними чинниками, що визначають розподіл видів дерев. У районах з найбільшою кількістю опадів зустрічається більше ендемічних видів рослин і тварин.
У Західній Усамбарі і частково в горах Паре розташований національний парк Мкомазі. 
Деякі з лісів Східної Усамбари потерпають від інвазії дерева Maesopsis eminii. 
У тропічних лісах Усамбари чимало рідкісних, ендемічних або близьких до таких рослинних видів. Загалом тут росте понад 2 тисячі рослин, з яких близько 3 % є ендемічними, ще 22 % — близькі до ендемічних. З 276 видів дерев 50 також є ендеміками, а 16 з них можна побачити винятково на сході Усамбарських гір.
Отже, тут ростуть 7 видів сенполії, молочаї, акації, гігантські папороті та пальми, лобелії, камфорні дерева, евкаліпти й фігові дерева. Деякі з більш родючих ґрунтів у передгір'ях були зайняті людиною під плантації цінних тикових дерев.